# هانس هيلر
هانس هيلر (بالألمانية: Hans Heller)‏ (و. 1957  م) هو ممثل، وممثل أفلام، ومؤدي أصوات ألماني، ولد في زوست.

## وصلات خارجية
- هانس هيلر على موقع IMDb (الإنجليزية)
- هانس هيلر على موقع ألو سيني (الفرنسية)
- هانس هيلر على موقع قاعدة بيانات الفيلم (الإنجليزية)
- هانس هيلر على موقع كينوبويسك (الروسية)

- هانس هيلر في قاعدة بيانات الأفلام على الإنترنت